# Together Again for the Last Time
Together Again for the Last Time è un album di Gene Ammons e Sonny Stitt, pubblicato dalla Prestige Records nel 1976.

## Tracce
Lato A
1. Saxification – 4:38 (Gene Ammons) – Registrato il 10 dicembre 1973 a New York (C.I. Studios)
2. The More I See You – 10:22 (Mack Gordon, Harry Warren) – Registrato il 10 dicembre 1973 a New York (C.I. Studios)
3. The Window Pain – 4:47 (Gene Ammons) – Registrato il 10 dicembre 1973 a New York (C.I. Studios)

Lato B
1. I'll Close My Eyes – 5:06 (Buddy Kaye, Billy Reid) – Registrato il 20 novembre 1973 a New York (C.I. Studios)
2. One for Amos – 4:57 (Gene Ammons) – Registrato il 21 novembre 1973 a New York (C.I. Studios)
3. For All We Know – 5:52 (J. Fred Coots, Sam M. Lewis) – Registrato il 21 novembre 1973 a New York (C.I. Studios)

## Musicisti
Brani A1, A2 e A3
- Gene Ammons - sassofono tenore
- Sonny Stitt - sassofono tenore (solo nei brani: A1 e A3)
- Junior Mance - pianoforte acustico
- Junior Mance - pianoforte elettrico (solo nel brano: A3)
- Sam Jones - contrabbasso
- Ajaramuj Shelton - batteria
- Warren Smith - percussioni (solo nei brani: A1 e A3)

Brano B1
- Gene Ammons - sassofono tenore
- Junior Mance - pianoforte
- Sam Jones - contrabbasso
- Mickey Roker - batteria

Brani B2 e B3
- Gene Ammons - sassofono tenore (solo nel brano: B2)
- Sonny Stitt - sassofono tenore
- Junior Mance - pianoforte
- Sam Jones - contrabbasso
- Mickey Roker - batteria[2]